# ريتشارد غاريسب
ريتشارد غاريسب Richard Gariseb (بالإنجليزية: Richard Gariseb)‏، من مواليد 3 فبراير 1980، لاعب كرة قدم ناميبي.
بدأ مسيرته الكروية مع نادي أورلاندو بيراتس وندهوك في موسم 1999/2000، وفي عام 2000 انتقل إلى نادي أورلاندو بيراتس الجنوب أفريقي، ولعب معهم حتى عام 2003، وفي عام 2003 عاد إلى نادي أورلاندو بيراتس وندهوك، ولعب معهم حتى عام 2005، وفي عام 2005 انتقل إلى نادي جامعة وتس الجنوب أفريقي، ولعب معهم حتى عام 2007، وهو يلعب حاليا مع نادي أورلاندو بيراتس وندهوك.
و هو يلعب مع منتخب ناميبيا لكرة القدم.

## روابط خارجية
- ريتشارد غاريسب على موقع قاعدة بيانات كرة القدم.إي يو (الإنجليزية)
- ريتشارد غاريسب على موقع ناشيونال فوتبول تيمز (الإنجليزية)
- ريتشارد غاريسب على موقع Soccerway.com (الإنجليزية)
- ريتشارد غاريسب على موقع عالم كرة القدم.نت (الإنجليزية)
- ريتشارد غاريسب على موقع كووورة